# Курі (народ)

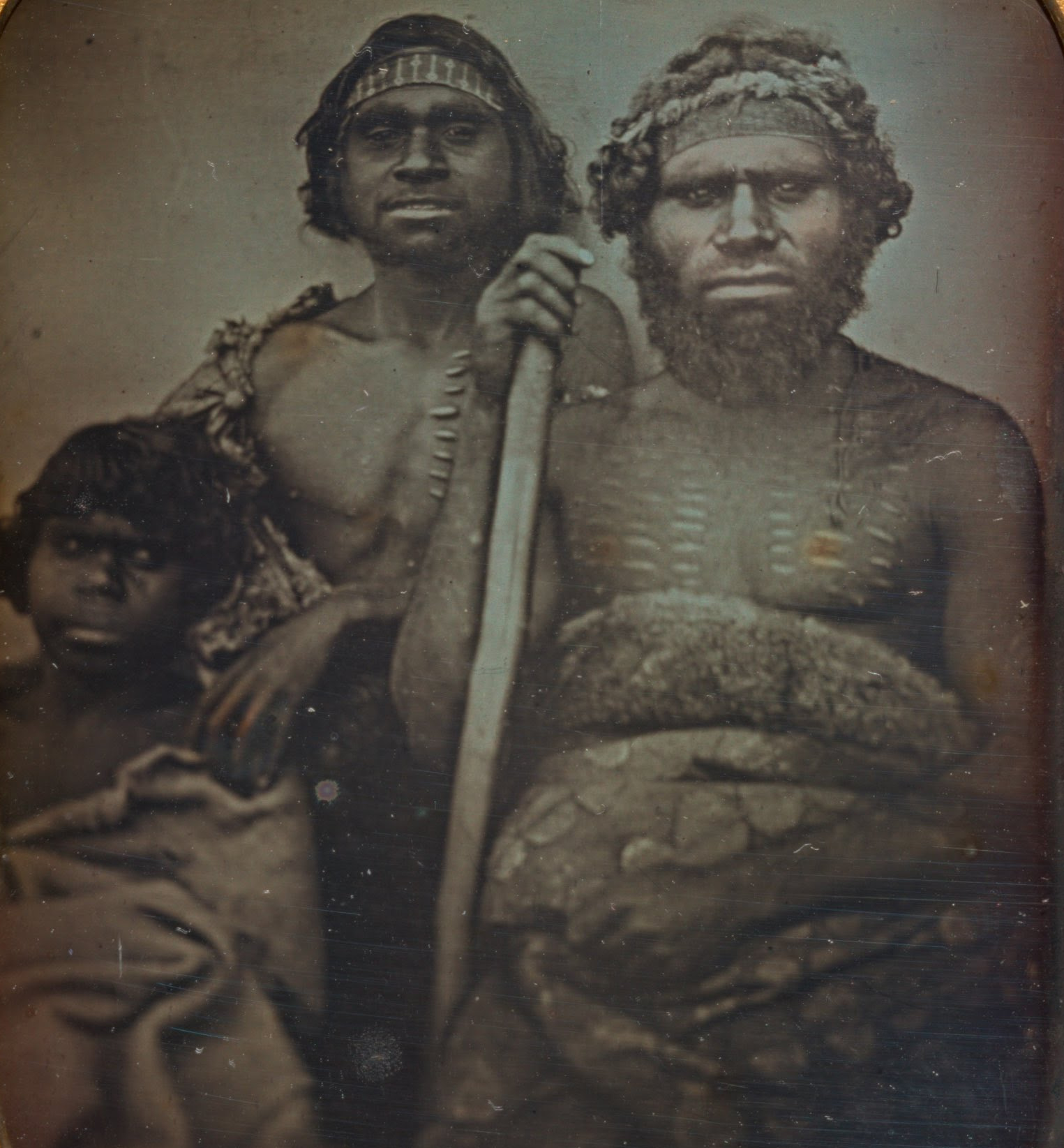
Фотографія дагеротипу (близько 1847 року), зберігається під назвою «Група чоловіків Курі» у Національній галереї штату Вікторія

Курі (також пишеться корі, гурі) — катойконім для австралійських аборигенів, які приблизно мешкають у районі штатів Новий Південний Уельс та Вікторія. Для деяких людей та організацій використання регіональних термінів мови корінного населення є вираженням гордості за їхню спадщину. 

## Етимологія
Слово «курі» походить від слова «ґуррі» (англ. gurri) або «ґурі» (англ. guri) з авабакалу, австралійської мови аборигенів, якою говорили в районі нинішнього Ньюкасла. У прибережних районах крайньої півночі Нового Південного Уельсу іноді вимовляють із більш твердим звуком «ґ» і пишуть як «goori» або «goorie». 

## Суд курі
Суд курі — це відділ Магістратського суду у штаті Вікторія, що засуджує корінних австралійців, які визнають свою провину. 

## Радіо курі
«Радіо курі» (англ. Koori Radio) – громадська радіостанція у Редферні, транслює в Сідней за загальнодоступною ліцензією. Є частиною інформаційної служби «Гадігал» (англ. Gadigal Information Service) і єдиною радіостанцією в Сіднеї, що забезпечує повноцінну трансляцію для аборигенів та громад островів Торрессової протоки. 

## Курі-мейл
«Курі-мейл» (англ. Koori Mail) — національна корінна газета з офісом у Лісморі, Новий Південний Уельс. 

## Збірна курі по регбі
Національна збірна курі Ліги регбі NSW — одна з найбільших збірних корінних жителів Австралії. Сучасне корроборі для народу курі проводять щорічно з 1971 року протягом довгих вихідних у жовтні. 